# Vương Diên Hy
Vương Diên Hy (王延羲) (?-8 tháng 4 năm 944), được gọi là Vương Hy (王曦) trong thời gian trị vì, gọi theo miếu hiệu là Mân Cảnh Tông, là một hoàng đế của nước Mân thời Ngũ Đại Thập Quốc. Ông trở thành quân chủ của quốc gia sau một cuộc chính biến dẫn đến việc phế truất cháu trai Vương Kế Bằng trong năm 939. Do ông cai trị ác nghiệt, các sĩ quan cấm quân là Chu Văn Tiến và Liên Trọng Ngộ làm phản, thích sát ông và tàn sát hoàng tộc họ Vương. Sau đó, Chu Văn Tiến xưng là Mân Đế.

## Trước khi trị vì
Vương Diên Hy là con trai thứ 28 của Vương Thẩm Tri- người thường được xem là quân chủ đầu tiên của Mân.
Khi Mân Khang Tông Vương Kế Bằng mở tiệc nhân dịp Tân La hiến bảo kiếm, Vương Kế Bằng giơ kiếm cho Đồng bình chương sự Vương Đàm (王倓) và nói với người này "Có thể dùng nó để làm gì?" và Vương Đàm đáp, "để trảm kẻ bầy tôi bất trung,". Vương Diên Hy được miêu tả là đương thời trong lòng có chí khác, nghe thấy thì sợ hãi biến sắc.
Do Vương Kế Bằng thường nghi kị, sát hại tông thất, Tả bộc xạ, Đồng bình chương sự Vương Diên Hy phải giả vờ cuồng vọng ngu muội để tránh họa. Vương Kế Bằng do đó ban cho Vương Diên Hy áo của đại sĩ, đưa đến Vũ Di Sơn, song sau đó lại triệu ông về kinh thành Trường Lạc và giam cầm trong tư đệ.
Đêm ngày Tân Tị (12) tháng 7 nhuận (29 tháng 8), quân sứ Liên Trọng Ngộ dẫn theo binh sĩ Củng Thần và Án Hạc tấn công vào Trường Xuân cung (長春宮) do Vương Kế Bằng đang ở đó, cho người đến nghênh Vương Diên Hy làm hoàng đế. Vương Kế Bằng sau đó bị sát hại..

## Mân quốc vương
Vương Diên Hy tự xưng là Uy Vũ tiết độ sứ, Mân quốc vương, đổi tên thành Hy (曦), cải niên hiệu, xá tội cho tù nhân, ban thưởng trong ngoài. Ông cho người cáo phó với các nước lân cận rằng Thần vệ quân sát hại Vương Kế Bằng, truy thụy hiệu hoàng đế cho Vương Kế Bằng. Ông khiển thương nhân dâng biểu xưng làm phiên thuộc của Hậu Tấn Cao Tổ Thạch Kính Đường tại Trung Nguyên, song trong nước vẫn đặt các chức quan theo Thiên tử chế. Ông bổ nhiệm Lý Chân làm Tư không kiêm Trung thư thị lang, Đồng bình chương sự. Ông cũng cho xử tử đạo sĩ Trần Thủ Nguyên, vu giả Lâm Hưng của Vương Kế Bằng, và xử tử nguyên Thị lang Thái Thủ Mông do bán chức quan. Vương Hy cho xây dựng tân cung và chuyển đến sống tại đó.
Tuy nhiên, sau khi trở thành quân chủ, Vương Hi kiêu dâm hà ngược, nghi kị tông tộc, hay dựa vào thù oán khi trước. Kỳ đệ là Kiến châu thứ sử Vương Diên Chính nhiều lần dâng thư khuyến gián, Vương Hy tức giận và viết thư lại mắng chửi Vương Diên Chính. Vương Hy khiển thân lại là Nghiệp Kiều (鄴翹) đến làm giám quân tại Kiến châu của Vương Diên Chính, và khiển Giáo luyện sứ Đỗ Hán Sùng (杜漢崇) đến làm giám quân ở Nam trấn lân cận. Nghiệp Kiều và Đỗ Hán Sùng báo lên Vương Hy các cáo buộc của họ rằng Vương Diên Chính làm việc mờ ám, hai huynh đệ tích thêm nghi ngờ thù ghét. Một ngày, Nghiệp Kiều và Vương Diên Chính nghị sự, hai bên có bất đồng. Nghiệp Kiều chạy đến Nam trấn, Vương Diên Chính phát binh tiến công Nam trấn, đánh bại binh đồn trú tại đây. Nghiệp Kiều và Đỗ Hán Sùng chạy về thủ đô, quân biên thùy phía tây của Vương Hy đều tan vỡ.
Tháng 2 năm Canh Tý (940), Vương Hy khiển thống quân sứ Phan Sư Quỳ (潘師逵) và Ngô Hành Chân (吳行真) đem bốn vạn binh đánh Vương Diên Chính. Vương Diên Chính cầu cứu Quốc vương Tiền Nguyên Quán của Ngô Việt, đến ngày Nhâm Tuất (26) cùng tháng (6 tháng 4), Tiền Nguyên Quán khiển Ngưỡng Nhân Thuyên (仰仁詮) và Tiết Vạn Trung (薛萬忠) đem bốn vạn quân cứu Vương Diên Chính. Tuy nhiên, sau đó quân của Vương Hy bị Vương Diên Chính đẩy lui.
Sau đó, Ngưỡng Nhân Thuyên đem quân Ngô Việt đến Kiến châu, Vương Diên Chính thỉnh quân Ngô Việt trở về, Ngưỡng Nhân Thuyên không chấp thuận. Vương Diên Chính sợ hãi, lại khiển sứ xin Vương Hy xuất binh cứu. Vương Hy bổ nhiệm huynh tử là Vương Kế Nghiệp (王繼業) làm hành doanh đô thống, đem hai vạn quân đi cứu Vương Diên Chính, Vương Hy cũng viết thư trách Ngô Việt và khiển khinh binh cắt đứt đường vận lương của Ngô Việt. Đến khi quân Ngô Việt hết lương thực, tháng 5 ÂL, Vương Diên Chính khiển binh xuất kích, kết quả đại phá quân Ngô Việt. Đến ngày Quý Mùi (18) cùng tháng (26 tháng 6), Ngưỡng Nhân Thuyên triệt thoái.
Sau đó, Hoàng đế Lý Cảnh của Nam Đường khiển Khách tỉnh sứ Thượng Toàn Cung (尚全恭) đến Mân, hòa giải giữa Vương Hy và Vương Diên Chính. Tháng 6 ÂL, Vương Diên Chính khiển nha tướng và nữ nô mang thệ thư và hương lô đến Phúc châu, cùng Vương Hy thề ước ở Tuyên lăng (lăng mộ của Vương Thẩm Tri). Tuy vậy, sự nghi ngờ oán giận dữa hai người vẫn như cũ.
Tháng 7 ÂL, Vương Hy cho đắp tây quách của Phúc Châu nhằm đề phòng Vương Diên Chính. Ngoài ra, ông còn khuyến khích nhân dân làm tăng nhân, nhằm tránh thuế nặng nên nhiều nhân dân trở thành tăng nhân, tổng cộng có khoảng 11.000 người.
Hậu Tấn Cao Tổ trước đó đoạn tuyệt quan hệ với Mân do Vương Kế Bằng ngạo mạn, sau khi thương nhân dâng biểu của Vương Hy cho Hậu Tấn Cao Tổ, đến ngày Giáp Thân (23) tháng 11 (24 tháng 12), Hậu Tấn Cao Tổ bổ nhiệm Vương Hy làm Uy Vũ tiết độ sứ, kiêm Trung thư lệnh, phong tước Mân quốc vương.
Tháng giêng năm Tân Sửu (941), Vương Diên Chính thỉnh Vương Hi thăng Kiến châu làm Uy Vũ quân, và cho mình làm tiết độ sứ. Vương Hy lấy lý do Uy Vũ quân đặt tại Phúc châu, do vậy thăng Kiến châu làm Trấn An quân (鎮安), cho Vương Diên Chính làm tiết độ sứ, phong cho tước Phú Sa vương. Tuy nhiên, Vương Diên Chính tại đổi tên Trấn An thành Trấn Vũ (鎮武). Tháng 4 ÂL, Vương Hy bổ nhiệm con là Vương Á Trừng làm Đồng bình chương sự, phán lục quân chư vệ. Vương Hy nghi ngờ đệ là Đinh châu thứ sử Vương Diên Hỷ (王延喜) thông mưu với Vương Diên Chính, khiển tướng quân Hứa Nhân Khâm (許仁欽) đem ba nghìn quân đến Đinh châu để bắt Diên Hỷ đem về Phúc châu. Sau đó, do biết Vương Diên Chính gửi thư chiêu dụ Tuyền châu thứ sử Vương Kế Nghiệp, Vương Hy triệu Vương Kế Nghiệp về Phúc châu và ban chết, giết những con trai của Kế Nghiệp tại Tuyền châu.

## Làm hoàng đế
Tháng 7 ÂL, Vương Hy xưng là Đại Mân hoàng, lĩnh Uy Vũ tiết độ sứ. Vương Hy và Vương Diên Chính tấn công lẫn nhau, khiến quãng đường giữa hai bên đầy xương phơi. Khi sứ giả của Vương Hy đến, Vương Diên Chính cho binh ra thị uy, nói những lời gay gắt mạo phạm với sứ giả. Do lo sợ người kế nhiệm Vương Kế Nghiệp tại tại Tuyền châu là Vương Kế Nghiệm (王繼嚴) (con của thứ huynh Vương Diên Quân) được lòng dân, Vương Diên Hy bãi chức và triệu hồi Vương Kế Nghiêm, sau đó dùng rượu độc hại chết Vương Kế Nghiêm. Không lâu sau, Vương Diên Hy lập Lang Da vương Vương Á Trừng làm Uy Vũ tiết độ sứ, kiêm Trung thư lệnh, cải hiệu Trường Lạc vương. Đến tháng 10 ÂL, Vương Hy tức hoàng đế vị.
Tháng giêng năm Nhâm Dần (942), Vương Diên Hy lập con của Đồng bình chương sự Lý Chân (cũng là mẹ của Vương Á Trừng) làm hoàng hậu. Theo mô tả, bà thích uống rượu và cố chấp, Vương Hy sủng ái song cũng kiêng sợ bà. Sang tháng 3 ÂL, Vương Diên Hy phong Vương Á Trừng làm Mân vương.
Tháng 6 ÂL, Vương Diên Chính bao vây Đinh châu, Vương Hy phát 5 nghìn binh từ Tuyền châu và Chương châu đến cứu Đinh châu, đồng thời khiển các tướng Lâm Thủ Lượng (林守亮), Hoàng Kính Trung (黃敬忠), và Hoàng Thiệu Pha (黃少頗) tiến công Kiến châu nhân lúc Vương Diên Chính vắng mặt. Tháng 7 ÂL, Vương Diên Chính rút lui sau khi đánh 42 trận mà vẫn không chiếm được Đinh châu. Sang tháng 8 ÂL, Vương Hy khiển sứ đem chiếu, chín trăm kim khí, vạn xâu tiền, 640 tướng lại sắc cáo, cầu hòa với Vương Diên Chính, Vương Diên Chính không nhận. Cùng tháng, Vương Hy bày tiệc mời quần thần ở Cửu Long điện, tụng tử Vương Kế Nhu (王繼柔) do không uống được rượu nên ngầm giảm số rượu của mình, Vương Hy tức giận và cho xử trảm Vương Kế Nhu và khách tướng dâng rượu cho Kế Nhu.
Người Mân đúc tiền sắt lớn Vĩnh Long thông bảo, giá trị bằng 100 tiền chì.
Vương Hy bổ nhiệm Đồng bình chương sự Dư Đình Anh làm Tuyền châu thứ sử, song Dư Đình Anh tham ô, bắt con gái nhà dân, nói dối rằng để tuyển chọn nhằm đưa vào hậu cung. Khi sự việc bị phát giác, Vương Hy khiển ngự sử đi khảo xét. Dư Đình Anh lo sợ nên về kinh thành Trường Lạc, Vương Hy truy cứu, cho làm thuộc lại. Dư Đình Anh dâng vạn xâu tiền, Vương Hy hài lòng và triệu kiến rồi hỏi về cống vật cho hoàng hậu, và sau khi Dư Đình Anh dâng tiền cho Lý hoàng hậu thì người này được trở về Tuyền châu. Từ đó, các châu đều dâng cống vật riêng cho hoàng hậu. Sau đó, Vương Diên Hy còn triệu Dư Đình Anh về làm tể tướng. Diêm thiết sứ- Hữu bộ xạ Lý Nhân Ngộ (李仁遇) (con của tể tướng Lý Mẫn và là cháu ngoại gọi bằng cậu của ông) còn trẻ tuổi, lại có dung mạo xinh đẹp, do vậy được Vương Diên Hy sủng ái. Đến tháng 12 ÂL, Vương Diên Hy bổ nhiệm Lý Nhân Ngộ và Lý Quang Chuẩn (李光準) làm Đồng bình chương sự.
Tháng 2 ÂL năm Quý Mão (943), Vương Diên Chính xưng đế ở Kiến châu, đặt quốc hiệu là "Đại Ân". Trong khi đó, Vương Hy nạp con của Kim ngô sứ Thượng Bảo Ân (尚保殷) làm hiền phi. Theo mô tả, hiền phi rất xinh đẹp, được Vương Hy sủng ái. Theo ghi chép, khi ông say rượu, hiền phi muốn ông giết người hay tha thứ thì ông cũng làm theo. Trong một bữa tiệc, có một người hiến kiếm cho Vương Hy, Vương Hy nhớ đến chuyện Vương Đàm năm xưa nên hạ lệnh đào mộ Vương Đàm và chặt thi thể.
Cuối năm đó, Vương Hy gả công chúa, và khi ông phát hiện ra có 12 triều sĩ không chúc mừng, họ đều bị đánh trượng ở triều đường. Do Ngự sử trung thừa Lưu Tán (劉贊) không tiến hành hạch tội, Vương Diên Hy cũng xử phạt đánh trượng Lưu Tán, Lưu Tán không chịu nhục và muốn tự sát. Khi Gián nghị đại phu Trịnh Nguyên Bật (鄭元弼) nói giúp cho Lưu Tán, Vương Hy nói "Khanh muốn làm theo Ngụy Trưng hả?", Trịnh Nguyên Bật nói "Thần xem bệ hạ là Đường Thái Tông, nên mạo muội làm theo Ngụy Trưng." Cơn giận của Vương Hy giảm bớt, ông cho thả Lưu Tán, song cuối cùng Lưu Tán vẫn buồn rầu mà chết.
Tháng 4 năm Quý Mão (943), Hoàng đế Lý Cảnh của Nam Đường khiển sứ đem thư cho Vương Hy và Vương Diên Chính, trách việc huynh đệ đánh lẫn nhau. Vương Hy viết thư đáp lại, dẫn việc Chu công diệt trừ Quản-Sái, và Đường Thái Tông giết Kiến Thành-Nguyên Cát. Vương Diên Chính thì viết thư lại chê trách họ Lý (Nam Đường) đoạt nước của họ Dương (Ngô), Lý Cảnh giận dữ và cắt đứt quan hệ với Ân.
Củng thần đô chỉ huy sứ Chu Văn Tiến, Các môn sứ Liên Trọng Ngộ của Mân do khi trước giết Vương Kế Bằng nên thường lo sợ cho tính mạng của bản thân. Họ càng trở nên lo sợ khi Vương Diên Hy trong khi say rượu đã giết đồng đảng của họ là Khống hạc chỉ huy sứ Ngụy Tòng Lãng (魏從朗). Vương Diên Hy từng uống rượu rồi ngâm thơ của Bạch Cư Dị "duy hữu nhân tâm tương đối gian, chỉ xích chi tình bất năng liệu", khi đó hai người cũng có mặt. Trong khi đó, Lý hậu đố kỵ hiền phi do hiền phi được Vương Diên Hy sủng ái, bà muốn giết Vương Diên Hy để Vương Á Trừng kế vị, vì thế sai người nói với Chu Văn Tiến và Liên Trọng Ngộ rằng Vương Hy nghi ngờ họ. Khi đó hậu phụ Lý Chân có bệnh, ngày Ất Dậu tháng (13) 3 năm Giáp Thìn (8 tháng 4 năm 944), Vương Hy đến phủ đệ của Lý Chân để thăm hỏi. Chu Văn Tiến và Liên Trọng Ngộ sai Củng thần mã bộ sứ Tiền Đạt (錢達) ám sát Vương Hy ngay trên ngựa. Họ triệu tập bá quân đến triều đường, tuyên bố rằng Mân Thái Tổ Vương Thẩm Tri lập Mân quốc song tử tôn dâm ngược hoang trụy, rằng Trời chán ghét Vương thị, nên đổi sang chọn người có đức để lập làm vua. Sau đó, Chu Văn Tiến tự xưng là Mân Chủ, bắt giữ tông tộc Vương thị và tàn sát tại Trường Lạc, trong đó có Lý hoàng hậu và Vương Á Trừng. Chu Văn Tiến cho chôn cất Vương Hy, truy thụy là Duệ Văn Quảng Vũ Minh Thánh Nguyên Đức Long Đạo Đại Hiếu Hoàng đế, miếu hiệu là Khang Tông.